# Lion-Peugeot VD 4 D
Der Lion-Peugeot VD 4 D war ein Personenkraftwagen von Lion-Peugeot.

## Beschreibung
Lion-Peugeot entwickelte das Modell 1914 auf Basis des Lion-Peugeot VD. Das Modell ging nicht in Serienproduktion, sondern blieb ein Prototyp.

## Motor und Antrieb
Für den Antrieb sorgte ein V4-Motor mit 1888 cm³ Hubraum. Der Motor war vorne im Fahrzeug montiert und trieb über eine Kardanwelle die Hinterachse an. 

## Aufbau
Die einzige bekannte Karosserieform ist die eines Phaeton, der über eine durchgehende seitliche Karosserie, eine Frontscheibe, zwei Sitze nebeneinander, ein Notverdeck und ein langes Heck verfügt. Die vorderen und hinteren Kotflügel sind auffallend eckig geformt und durch ein Trittbrett miteinander verbunden.